# Maurice Moisson
Maurice Moisson, né le 30 juin 1902 à Poinçon-lès-Larrey (Côte-d'Or) et mort le 6 novembre 1980 à Vix (Côte-d'Or) est un cultivateur et archéologue amateur de cette dernière localité connu pour avoir découvert le cratère de Vix. Il a ensuite été mis à l'écart de sa trouvaille par le directeur des fouilles qui en a ainsi usurpé la paternité.

## Biographie
Né le 30 juin 1902 à Poinçon-lès-Larrey, Maurice Moisson déménage à Vix en 1924 à la suite de son mariage dont naissent deux enfants : Suzanne et Émile-Jules. Il vit modestement dans cette localité jusqu'à sa mort le 6 novembre 1980.

## Les découvertes de Vix

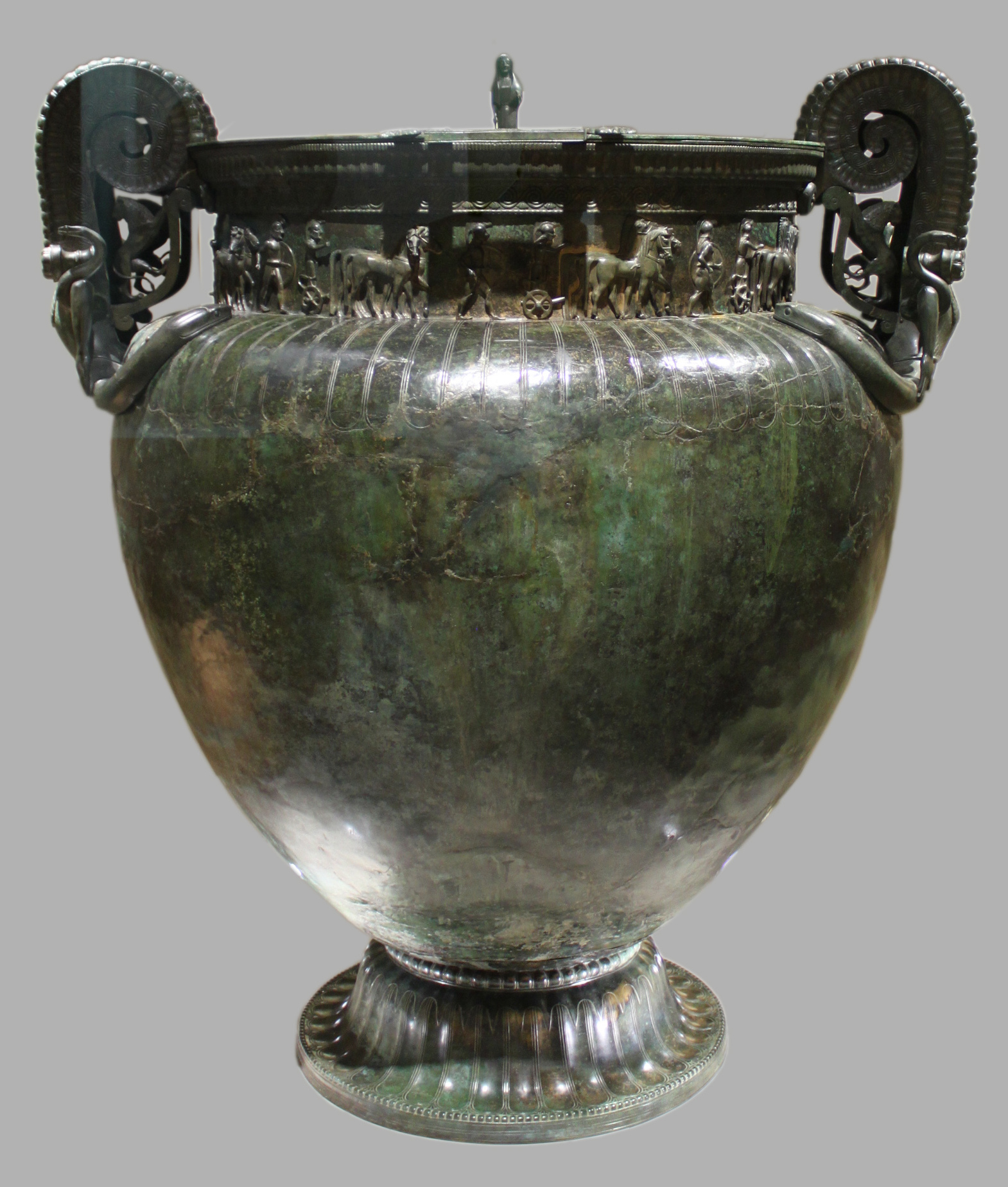
Le cratère de Vix.

Maurice Moisson est, dès avant-guerre, assistant amateur de Jean Lagorgette (1881-1942),, prédécesseur de René Joffroy à la direction du musée du Pays châtillonnais. Il poursuit cet engagement auprès de son successeur lors des fouilles entreprises sur sa commune à l’automne et au début de l’hiver 1952, l'incitant à élargir celles-ci à un tumulus qu'il a repéré lui-même en chassant.
Alors que Joffroy décide l'arrêt des recherches et programme le remblaiement pour le lendemain, Moisson prend l'initiative le 3 janvier 1953 de revenir fouiller de nuit avec ses deux fils, mettant alors au jour une des anses du cratère de Vix. Joffroy, averti dès le lendemain matin, n’arrive sur le site qu’après son cours au lycée de Châtillon. Les fouilles reprennent alors pour mettre au jour la tombe princière la plus fabuleuse du monde celtique.

## Controverse
C'est le point de départ de la carrière de Joffroy qui soutient sa thèse d'État en 1960 avant d'être nommé conservateur en chef du musée d'Archéologie nationale de Saint-Germain-en-Laye de 1964 à 1984, enseignant à l'École du Louvre et enfin président d’honneur de la Société préhistorique française. Sans minimiser l'intérêt ni la qualité de ses recherches certains tant au niveau local que dans le monde scientifique lui reprochent d’avoir quelque peu minoré le rôle de son collaborateur. Cependant, d'autres, tel Alain Gallay, se montrent beaucoup plus critiques : « un archéologue avait usurpé la trouvaille du vrai découvreur de ce vase en bronze trouvé en Côte-d'Or ».
En 2013, la célébration du soixantième anniversaire de la découverte du vase de Vix rappelle que personne n'a oublié Maurice Moisson dans le Châtillonnais. La réédition d’une émission réalisée en 1979 par la Radio suisse romande (RSR), déjà reproduite en 1997, atteste bien que c'est cet habitant de Vix qui provoqua la fouille de ce tumulus puis insista ensuite pour la poursuivre alors que le directeur et les autres acteurs des recherches du mont Lassois souhaitaient abandonner le lieu en question lors de cet hiver 1953. De nombreuses sources nationales le confirment également,,.
Pour conclure Bruno Chaume, directeur des recherches sur le site de Vix, estime que « les polémiques sur la paternité de la trouvaille entre Joffroy et Moisson n’ont jamais eu lieu d'être ». Une façon de reconnaître la part de chacun : « en 1953, la fameuse tombe de la Dame de Vix est découverte par Maurice Moisson puis fouillée par René Joffroy et son équipe ». Il n'empêche que René Joffroy, archéologue amateur, a établi une grande carrière universitaire sur la trouvaille d'un autre qu'il s'est attribuée pendant des décennies, au détriment d'un cantonnier du Pays Châtillonnais.